# Oliver Platt

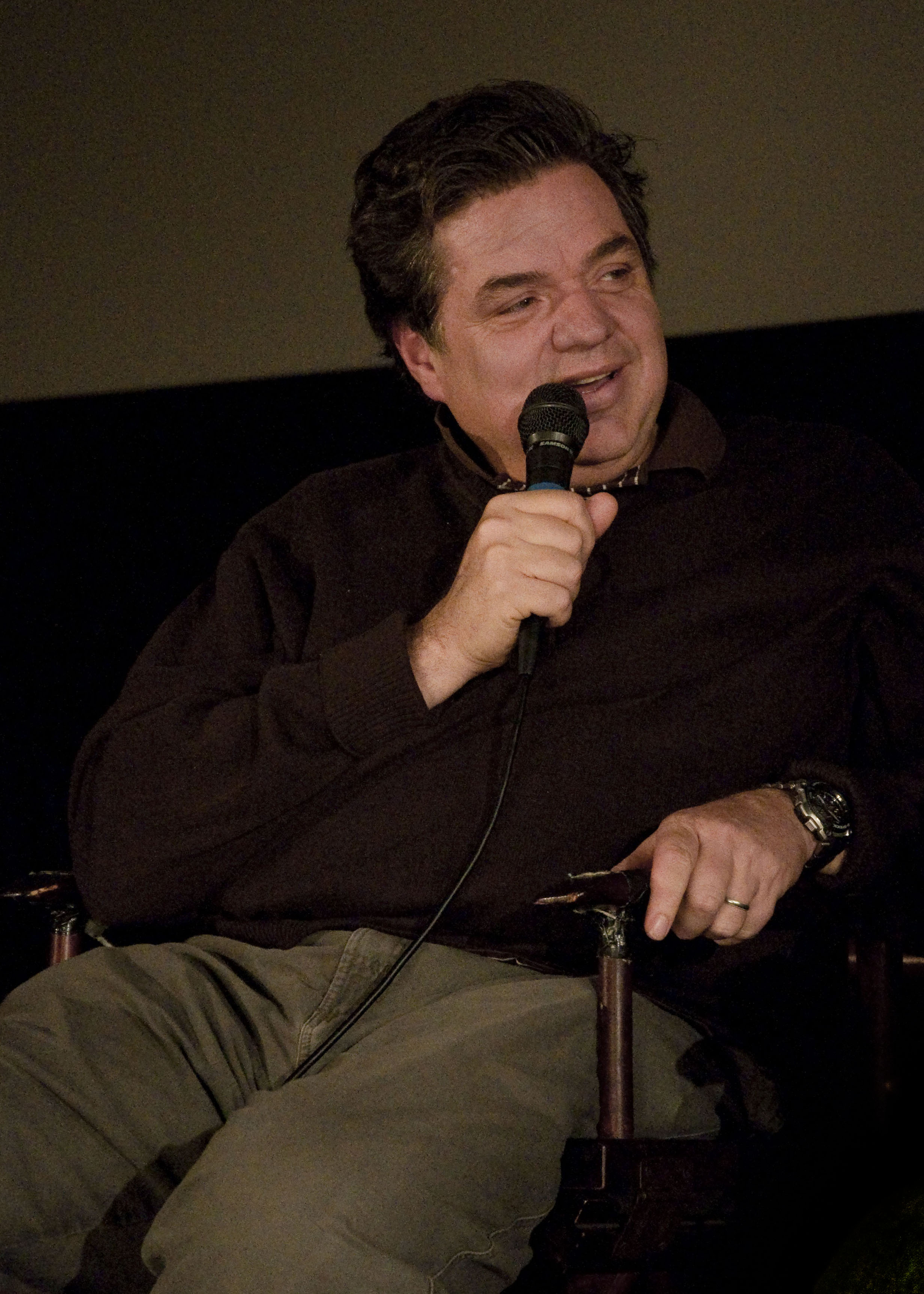
Oliver Platt în 2010

Oliver James Platt (n. 12 ianuarie 1960, Windsor, Ontario, Canada) este un actor american de origine canadiană. Momentan interpretează rolul lui Paul Jamison din serialul The Big C cu Laura Linney.

## Biografie
Platt s-a născut in Windsor, Ontario, Canada, din părinți americani, Sheila Maynard, o asistentă socială care a lucrat la Islamabad, și Nicholas Platt, un diplomat de carieră, care a servit ca ambasador al SUA în Pakistan, Zambia și Filipine. El are un frate mai mare, Adam Platt, critic la New York Magazine și un frate mai mic, Nicholas Platt, Jr. Familia sa s-a mutat înapoi în Statele Unite atunci când Platt avea trei luni.

## Filmografie

### Filme
| An   | Titlu                           | Rol                              | Note                                                                                                  |
| ---- | ------------------------------- | -------------------------------- | --- |
| 1988 | Married to the Mob              | Ed Benitez                       | |
| 1988 | Working Girl                    | Lutz                             | |
| 1989 | Crusoe                          | Mr. Newby                        | |
| 1990 | Flatliners                      | Randy Steckle                    | |
| 1992 | Beethoven                       | Harvey                           | |
| 1992 | Diggstown                       | Fitz                             | |
| 1993 | Indecent Proposal               | Jeremy                           | |
| 1993 | The Three Musketeers            | Porthos                          | |
| 1993 | Benny & Joon                    | Eric                             | |
| 1995 | Funny Bones                     | Tommy Fawkes                     | |
| 1995 | Tall Tale                       | Paul Bunyan                      | |
| 1995 | The Infiltrator                 | Yaron                            | |
| 1996 | Executive Decision              | Dennis Cahill                    | |
| 1996 | A Time to Kill                  | Harry Rex Vonner                 | |
| 1998 | Dangerous Beauty                | Maffio Venier                    | |
| 1998 | Bulworth                        | Dennis Murphy                    | |
| 1998 | The Impostors                   | Maurice                          | |
| 1998 | Dr. Dolittle                    | Dr. Mark Weller                  | Nominalizare la – Blockbuster Entertainment Award for Favorite Supporting Actor – Comedy              |
| 1998 | Simon Birch                     | Ben Goodrich                     | |
| 1999 | Lake Placid                     | Hector Cyr                       | |
| 1999 | Three to Tango                  | Peter Steinberg                  | |
| 1999 | Bicentennial Man                | Rupert Burns                     | |
| 2000 | Ready to Rumble                 | Jimmy King                       | |
| 2000 | Gun Shy                         | Fulvio Nesstra                   | |
| 2001 | Don't Say a Word                | Dr. Louis Sachs                  | |
| 2002 | Liberty Stands Still            | Victor Wallace                   | |
| 2002 | Ash Wednesday                   | Moran                            | |
| 2003 | Pieces of April                 | Jim Burns                        | |
| 2003 | Hope Springs                    | Doug Reed                        | |
| 2004 | Kinsey                          | Herman Wells                     | |
| 2005 | The Ice Harvest                 | Pete                             | |
| 2005 | Casanova                        | Paprizzio                        | |
| 2007 | The Ten                         | Marc Jacobson                    | |
| 2007 | Martian Child                   | Jeff                             | |
| 2008 | Frost/Nixon                     | Bob Zelnick                      | Nominalizare la – Screen Actors Guild Award for Outstanding Performance by a Cast in a Motion Picture |
| 2009 | Wonder Woman                    | Hades                            | Rol de voce                                                                                           |
| 2009 | Year One                        | High Priest                      | |
| 2009 | Please Give                     | Alex                             | Nominalizare la – Gotham Independent Spirit Award for Best Ensemble Cast                              |
| 2009 | 2012                            | Carl Anheuser                    | |
| 2010 | Love and Other Drugs            | Bruce Jackson                    | |
| 2010 | Letters to Juliet               | New Yorker Magazine Editor Bobby | Nemenționat                                                                                           |
| 2011 | X-Men: First Class              | Burt                             | |
| 2012 | Chinese Zodiac                  |                                  | |
| 2012 | Ginger & Rosa                   | Activist                         | |
| 2013 | Legends of Oz: Dorothy's Return | Wiser the Owl                    | Rol de voce                                                                                           |
| 2014 | Chef                            | Ramsey Michel                    | |
| 2014 | A Friggin' Christmas Miracle    | Hobo Santa                       | |
| 2014 | Kill the Messenger              | Jerry Ceppos                     | Post-producție                                                                                        |
| 2014 | Frank and Cindy                 | Frank Garcia                     | Post-producție                                                                                        |
| 2014 | Cut Bank                        |                                  | Filmări                                                                                               |
| 2015 | Mortdecai                       |                                  | Post-producție                                                                                        |

### Televiziune
| An           | Titlu                | Rol                               | Note |
| ------------ | -------------------- | --------------------------------- | --- |
| 2000–01      | Deadline             | Wallace Benton                    | |
| 2001, 2005   | The West Wing        | White House Counsel Oliver Babish | Nominalizare la – Primetime Emmy Award for Outstanding Guest Actor in a Drama Series |
| 2003         | Queens Supreme       | Judge Jack Moran                  | |
| 2004–06      | Huff                 | Russell Tupper                    | Nominalizare la – Primetime Emmy Award for Outstanding Supporting Actor in a Drama Series (2005–06) Nominalizare la – Golden Globe Award for Best Supporting Actor – Series, Miniseries or Television Film (2005) |
| 2007         | The Thick of It      | Malcolm Tucker                    | TV pilot |
| 2007         | The Bronx Is Burning | George Steinbrenner               | Nominalizare la – Screen Actors Guild Award for Outstanding Performance by a Male Actor in a Miniseries or Television Movie (2008)                                                                                |
| 2007–08      | Nip/Tuck             | Freddy Prune                      | Nominalizare la – Primetime Emmy Award for Outstanding Guest Actor in a Drama Series |
| 2009–11      | Bored to Death       | Richard Antrem                    | |
| 2010–prezent | The Big C            | Paul Jamison                      | |